# Constantius Gallus
Constantius Gallus sau Gallus Flavius Claudius Constantius (n. 325 d.Hr., Massa Marittima, Toscana, Italia – d. 354 d.Hr., Plomin⁠(d), Istria, Croația) a fost un general roman. Unele surse indică ca an de naștere 325 sau 326. Era fiu al lui Iulius Constantinus (fratele lui Constantin cel Mare), deci frate după tată cu Iulian Apostatul. Gallus s-a căsătorit cu Constantina (fiica lui Constantin cel Mare) și a fost ridicat în anul 351 la rangul de caesar de către împăratul Constanțiu al II-lea, fiind însărcinat cu guvernarea Orientului. Este executat trei ani mai târziu de suspiciosul Constanțiu al II-lea pentru eșecul administrației sale și din cauza unor zvonuri privind o revoltă.